# کوالکام آتروس
کوالکام آتروس (انگلیسی: Qualcomm Atheros) شرکت سخت‌افزار آمریکایی است، که در سال ۱۹۹۸ توسط جان هنسی تأسیس شد.